# Estadio de Sendai
El Estadio Yurtec Sendai (ユアテックスタジアム仙台) es un estadio de fútbol situado en el Parque Nanakita, Izumi-ku, en la ciudad de Sendai, que pertenece a la prefectura de Miyagi (Japón). Construido en 1997, es el estadio de Vegalta Sendai, Mynavi Sendai Ladies y Sony Sendai. Fue diseñado específicamente para el fútbol y las gradas están dispuestas cerca del terreno de juego. 

## Historia
Los derechos de denominación del estadio se vendieron durante mucho tiempo desde el 1 de marzo de 2006 hasta la actualidad. Durante este período, el nombre del estadio se convirtió oficialmente en Yurtec Stadium Sendai (ユアテックスタジアム仙台, Yuatekku Sutajiamu Sendai). En 2009, se reemplazó el césped y Vegalta jugó la primera mitad de la temporada en el Miyagi Stadium. Este estadio fue dañado por el Gran Terremoto del Este de Japón en 2011. Es uno de los mejores estadios de Japón por su presencia, comodidad y accesibilidad, y una vez ocupó el segundo lugar según la clasificación de un conocido medio de fútbol japonés.
El Estadio Sendai, también conocido como Estadio Yurtec debido a sus derechos de nombre, es un estadio de fútbol ubicado en Sendai, Prefectura de Miyagi, Japón. Tiene un aforo de 19.690 y es sede de la Liga Vegalta Sendai J1. El cercano Estadio de Miyagi se utiliza para partidos en los que el número de espectadores es insuficiente.

## Partidos internacionales

### Fútbol
Italia usó el estadio como base para su campo de entrenamiento durante la Copa del Mundo de 2002, y las imágenes del elenco de las huellas de los miembros del equipo se muestran fuera del estadio. La Copa Sendai (un torneo internacional de fútbol juvenil) se lleva a cabo todos los años desde 2003, y además del país anfitrión participan Japón, Italia, Francia, Brasil y Croacia. En el Estadio Sendai también se llevó a cabo un partido de exhibición entre Vegalta Sendai, A.C. Chievo Verona y S.S. Lazio. El partido de 2003 contra Chievo fue el último partido de club de Oliver Bierhoff.

### Rugby
El 16 de junio de 2007, el estadio fue la sede de Japón contra Samoa en la Copa de Naciones del Pacífico IRB de 2007. Era la primera vez que se jugaba un partido internacional de rugby en la región de Tōhoku.
El 15 de junio de 2008, Japón derrotó a Tonga 35-13 en el estadio en la Copa de Naciones del Pacífico IRB de 2008.

## Acceso
- Línea Nanboku: 8 minutos a pie desde la estación Izumi-Chūō.